# Castillo de Las Caldas

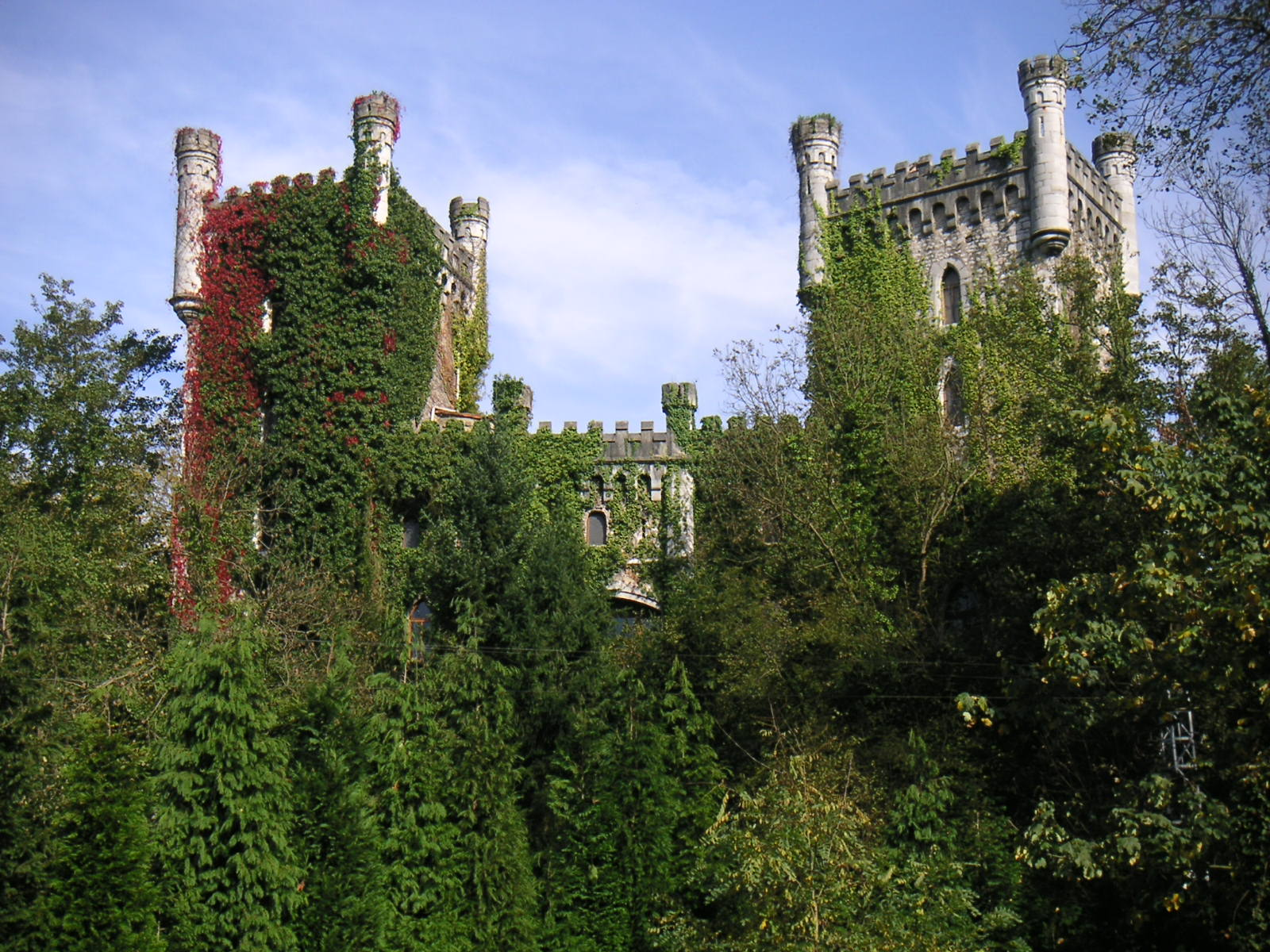
Castillo de Las Caldas.

El castillo de Las Caldas, también denominado castillo de Priorio, es un conjunto monumental situado en el término municipal de Oviedo (España), en la pedanía de Las Caldas, a escasos kilómetros del casco urbano. Está casi oculto por la vegetación, y rodeado por el río Gafo, afluente del Nalón. Almenada fortaleza con dos altivas torres flanqueándola, semioculta por la arboleda.

## Historia
Se edificó en el siglo XIX a partir de las ruinas del original, construido en época de Alfonso II; siglos más tarde caería en manos del obispo de Oviedo. Sirvió, también, como refugio al noble insurrecto Gonzalo Peláez. Fermín Canella ( El Libro de Oviedo, Oviedo, 1887) escribe respecto de él: «Se levanta en el término de esta parroquia San Juan de Priorio el castillo de Priorio, que pertenecía a la Mitra de Oviedo. Siguió siempre perteneciendo a los prelados ovetenses, y, en 1381, García Álvarez de Palomar, rindió pleito-homenaje, como alcalde del castillo, al obispo don Gutierre».

## Leyenda
Arrastra una leyenda: los desgraciados amores de Irene, hija de Rodrigo, señor de Priorio y dueño del castillo, con un paje, Pablo. Enterado el padre de la fémina de tal circunstancia, atacó con su espada a Pablo, quien, al verse acosado, se defendió y mató a su amo. Irene lo maldijo por eso; entonces, Pablo, desesperado, se arrojó al río. Según cuentan los más viejos del lugar, una roca todavía 
aparece manchada con sangre de Rodrigo.

## Molino
En la orilla izquierda, en el antiguo territorio propiedad del castillo, sobrevive un molino (siglo XIX), de planta rectangular y muros levantados con mampostería vista, excepto en los encuadres de los vanos, estos resueltos mediante sillarejo. Presenta cubierta a dos aguas; la teja, corriente, se apoya en armadura de madera. Este complejo, que funciona mediante canal y cubo prismático de agua, mantiene los mecanismos de las tres muelas.